# Premiere (canal de televisão)
Premiere é um canal de televisão por assinatura brasileiro que utiliza o formato Pay-Per-View para exibir os jogos do Campeonato Brasileiro Série A, Copa do Brasil e alguns Campeonatos Estaduais dos quais a Globo ainda possui os direitos de transmissão.
O canal está presente nas maioria das operadores de TV por Assinatura do Brasil, além de algumas operadoras estrangeiras, como a NOS e a MEO. O Premiere conta com até dez canais em HD em seus planos e pacotes em atividade como uma extensão do SporTV, compartilhando profissionais e elencos de transmissões, por vezes até mesmo uma mesma partida em ambos os canais simultaneamente.

## História
De 1997 a 2006 era chamado de Premiere Esportes. Mudando para Premiere Futebol Clube e depois para PFC.
Em 2011, mudou o título para Premiere FC. Em 2013, logo após a pausa do Campeonato Brasileiro de 2013 para a Copa das Confederações, o canal mudou novamente o logotipo do canal tendo o nome Premiere, com o nome oficial voltando a ser Premiere Futebol Clube.
Em agosto de 2014, o Premiere HD foi descontinuado para dar lugar a versão HD do Premiere Clubes.
Em 1 de agosto de 2017 todo o pacote gráfico do canal foi renovado, incluindo um novo logotipo.
Em 2018, passou a ser comercializado sem necessidade de um plano de TV por Assinatura, através da globo.com e em 2021, junto ao Globoplay. Em junho de 2021, passou a ser comercializado dentro do Prime Video incluindo jogos exclusivos da Copa do Brasil para o serviço da Prime Video de propriedade independente da americana, Amazon.
Em 2024, o Premiere atingiu o recorde com 2,5 milhões de clientes e estimativa de arrecadação de R$ 750 milhões.

## Premiere Clubes
O Premiere criou um canal para todos os seus assinantes, com 24 horas de futebol por dia, o PFC 24 horas. Com reprises de jogos o dia inteiro, desde 1993 até hoje. Decisões marcantes, jogos de Copa do Mundo, jogos da rodada e muito mais. Toda pessoa que assinar o Premiere Futebol Clube ganha automaticamente o canal Premiere 24 horas. O canal também transmite esporadicamente alguns jogos ao vivo pelo Campeonato Estadual, como o Goiano, Baiano ou Pernambucano, já que esses campeonatos vêm de graça ao assinar um campeonato estadual. Em 2014, mudou de nome para Premiere Clubes, com ainda mais programas de clubes brasileiros de maior expressão. Em agosto de 2014, ganhou versão em alta definição em substituição ao Premiere HD.

## Direitos de Transmissão
Atualmente o contrato firmado com a CBF faz com que o Grupo Globo seja o responsável pela geração das imagens do Campeonato Brasileiro Série A, Copa do Brasil e os estaduais Gaúcho, Mineiro e Carioca (negociados com cada federação estadual a parte). As imagens vão ao ar compartilhadas entre Globo, Sportv e Premiere, além do Premiere Internacional (por vezes também no ge).

### Nacionais
- Campeonato Brasileiro de Futebol - Série A (9 jogos dos times da LIBRA e da LFU)
- Copa do Brasil

### Estaduais
- Campeonato Gaúcho (Cortesia da RBS TV, afiliada da Rede Globo no Rio Grande do Sul)
- Campeonato Mineiro (Cortesia da TV Globo Minas)[9]
- Campeonato Carioca (Cortesia da TV Globo Rio de Janeiro)[10][11]

### Regionais
- Copa do Nordeste de Futebol [12]